# Bruno Lundqvist
Bruno Lundqvist, född 1948 i Eskilstuna, är en svensk målare.
Separat har han ställt ut i bland annat Stockholm, Västerås, Eskilstuna, Falsterbo och Säffle samt medverkat i samlingsutställningar med olika konstföreningar. Han är mest känd för sina stämningsfulla djur och landskapsbilder ofta med en impressionistisk anknytning utförda i olja, gouache eller akvarell. Lundqvist är representerad med målningen Orrspel i Carl XVI Gustafs privata samling.    